# Porsche Cup Brasil
A Porsche Cup Brasil é uma competição automobilística do Brasil que utiliza apenas Porsches Carrera preparados para as pistas. Diferencia-se de outras competições da marca ao redor do mundo por ser inteiramente organizada por uma única empresa.

## História
O primeiro campeonato monomarca da Porsche foi disputado na Alemanha, em 1986. O sucesso motivou a Porsche a criar em 1993 uma competição de nível internacional, denominada Porsche Supercup, cujas corridas são todas disputadas como preliminares de GPs de Fórmula 1, em especial na Europa e nos Estados Unidos. 
Vários países passaram a ter suas Carrera Cup ou GT3 Cup nacionais – o nome oficial varia de acordo com conveniências locais. Em 2005, o Brasil passou a ter seu campeonato, denominado Porsche GT3 Cup Challenge Brasil. O sucesso pode ser mensurado pelo número de participantes: em apenas um ano, o número de carros inscritos cresceu 11 para 24. Além disso, o Porsche GT3 Cup Challenge Brasil é uma das categorias preliminares do Grande Prêmio do Brasil de Fórmula 1.

## Organização
O ano de 2005 marcou a estréia do Porsche GT3 Cup Challenge Brasil, o primeiro campeonato monomarca da Porsche na América do Sul. Disputado exclusivamente pelos modelos 911 GT3 Cup, ele segue a mesma fórmula de sucesso do Porsche Supercup (que realiza todas suas corridas como preliminares dos Grandes Prêmios de Fórmula 1 disputados na Europa e Estados Unidos) e dos Carrera Cup e GT3 Cup nacionais (existentes na Europa, Ásia e Oceania). 
Todos os carros participantes ficam aos cuidados da organização da categoria, com suporte da Stuttgart Sportcar, importadora oficial da Porsche no Brasil. Com isso, fica assegurada igualdade de preparação para todos os competidores. O piloto não tem qualquer preocupação com a preparação dos automóveis. Ele precisa apenas chegar ao autódromo e correr. 
A cada evento, é montada uma infra-estrutura voltada não apenas para o bom desenvolvimento da competição, mas também para o conforto e conveniência dos pilotos (e de seus familiares), mecânicos, jornalistas e convidados. Para proporcionar maior tranqüilidade aos pilotos, a estrutura e o serviço de atendimento médico é coordenado pelo dr. Dino Altmann. Com experiência em vários GPs de Fórmula 1, a equipe do dr. Dino Altmann atua em várias categorias importantes do automobilismo brasileiro, como a Stock Car. 
A organização do Porsche GT3 Cup Challenge Brasil tem apoio da Porsche AG, por meio da divisão Motorsport. Cada evento tem duas provas, cada uma com 25 minutos de duração e ambas com pontuação válida pelo campeonato. Os pontos são atribuídos na seguinte escala: 20, 18, 16, 14, 12, 10, 9, 8, 7, 6, 5, 4, 3, 2 e 1, respectivamente do vencedor ao 15º colocado. Esta pontuação é aplicável a todos os pilotos que percorrerem pelo menos 50% do total de voltas completado pelo vencedor da prova. Caso um piloto classificado entre os 15 primeiros percorra entre 25% e 49% do total de voltas do vencedor, a pontuação é aplicada pela metade.

## Pistas

### Interlagos
(Autódromo José Carlos Pace) - São Paulo/SP
Extensão: 4.309 metros
Sentido: Anti-horário
Recorde com o 911 GT3 Cup: Ricardo Maurício / 1m 41s 403

### Curitiba
(Autódromo Internacional de Curitiba) - Pinhais/PR
Extensão: 3.695 metros
Sentido: Horário
Recorde com o 911 GT3 Cup: Ricardo Maurício / 1m 24s 384

### Jacarepaguá
(Autódromo Nelson Piquet) - Rio de Janeiro/RJ
Extensão: 3,037 km
Sentido: Anti-horário
Recorde com o 911 GT3 Cup: Miguel Paludo / 1m14s886

## Os carros

### Porsche 911 GT3 Cup (996)

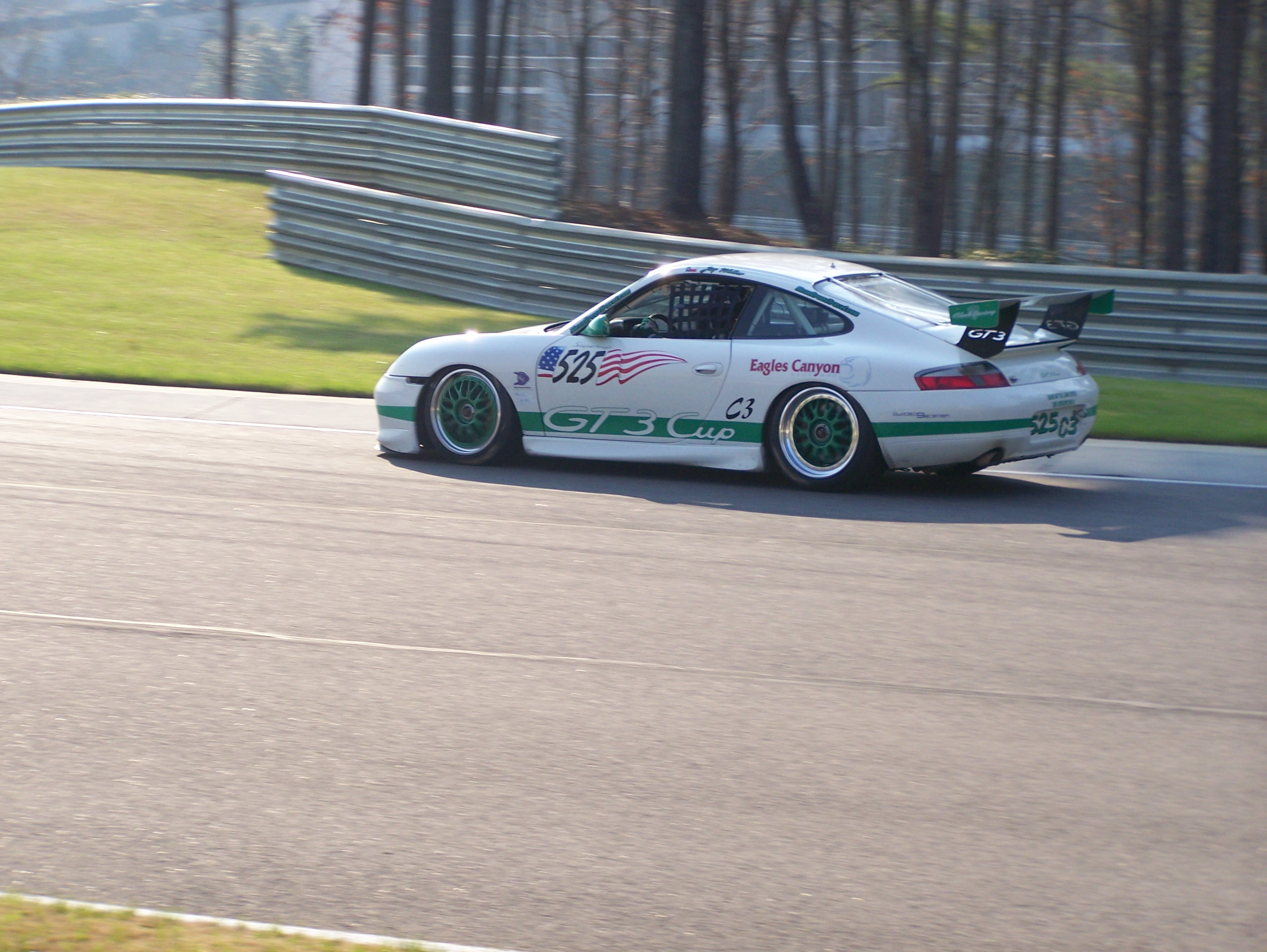
Porsche 996 GT3 Cup (1999 - 2000).

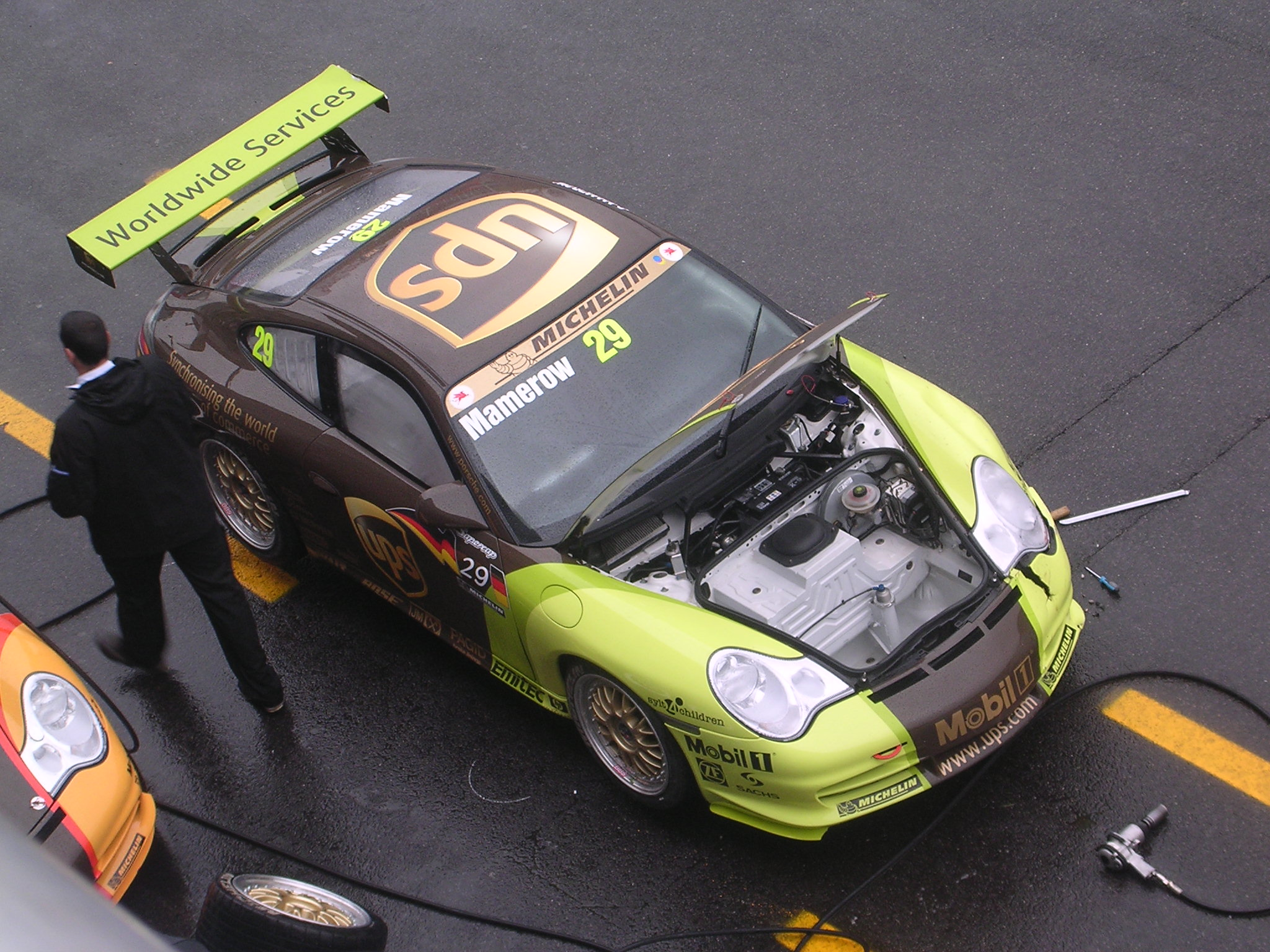
Porsche 996 GT3 Cup (2002 - 2005).

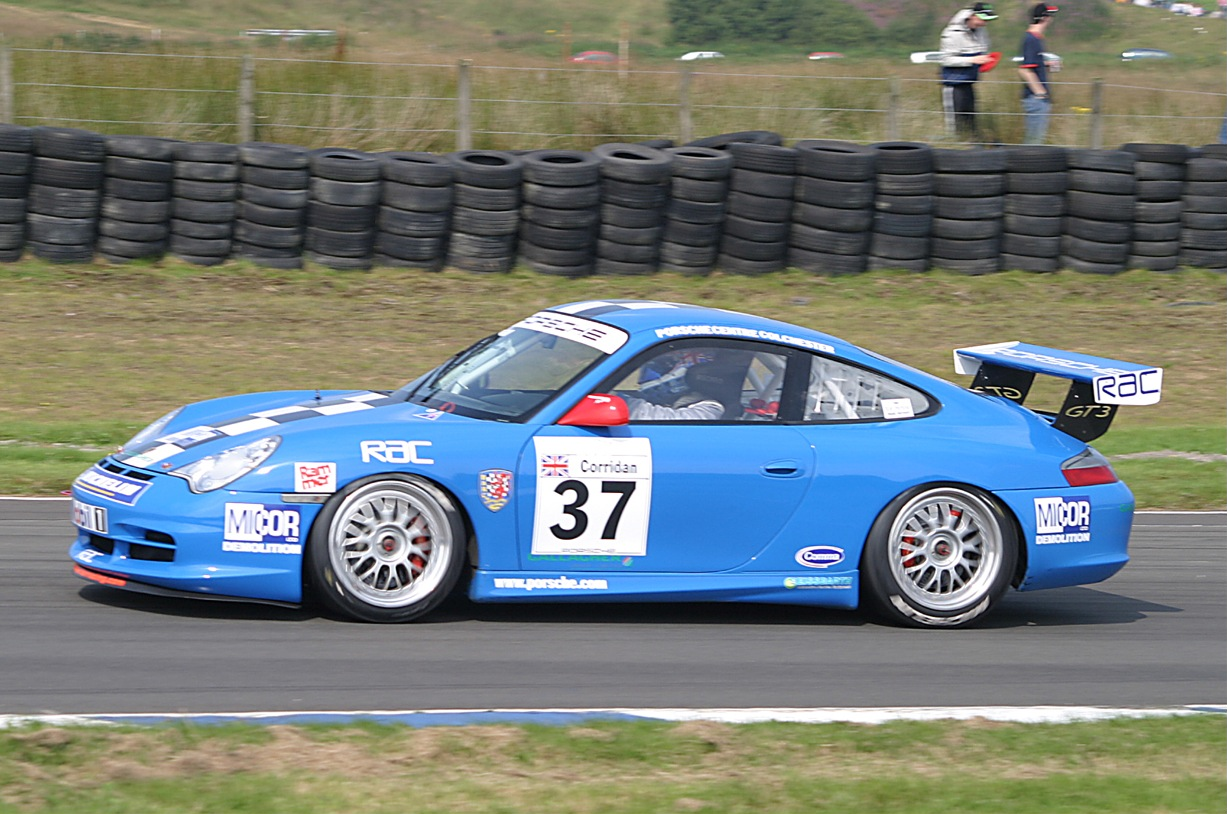
Porsche 996 GT3 Cup (2002 - 2005).

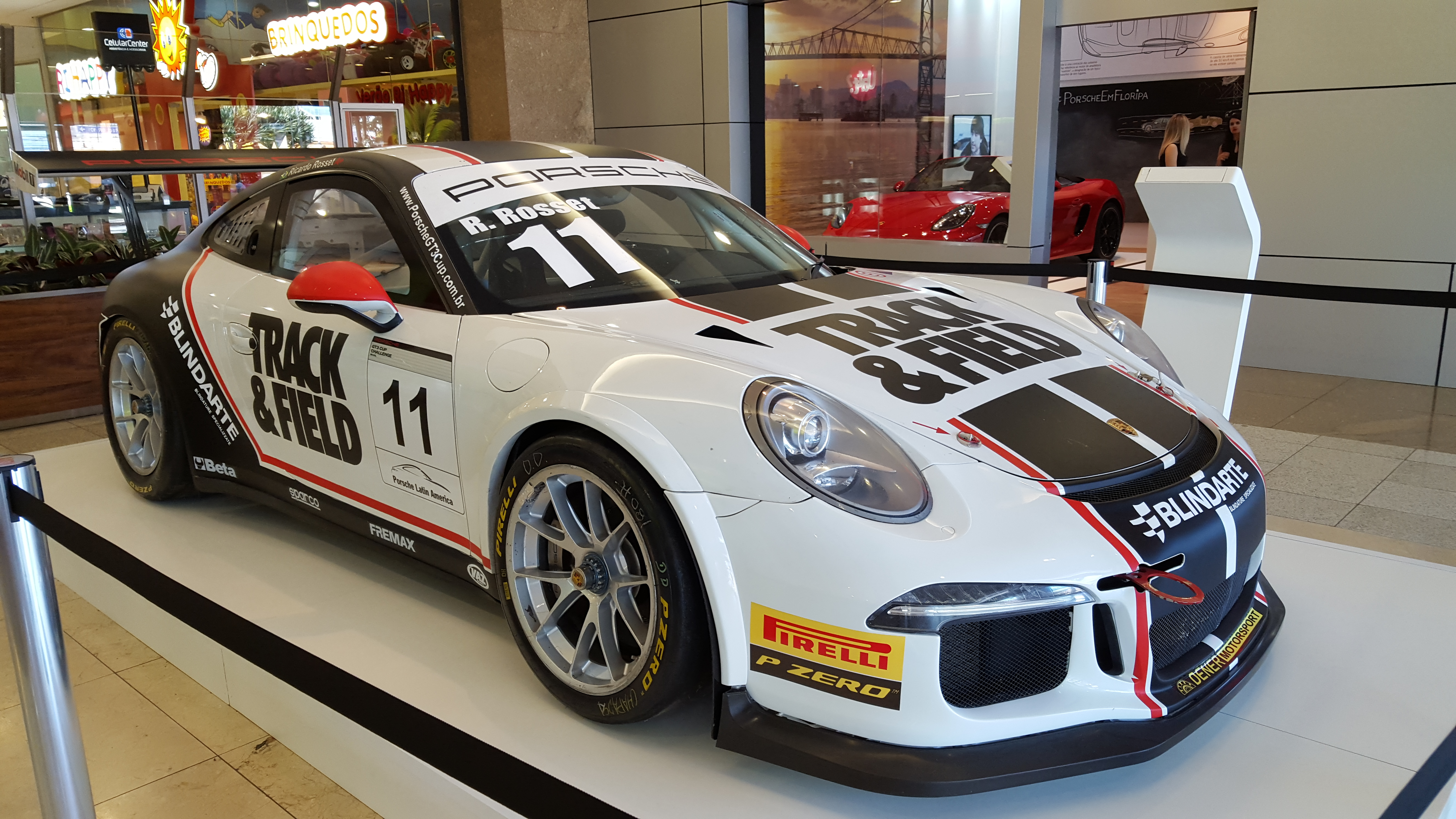
Carro de Ricardo Rosset (2015).

O 911 GT3 Cup (996) já foi utilizado em diversos campeonatos monomarca da Porsche pelo mundo, em temporadas que perfazem mais de 50 finais de semana de corridas. Hoje o modelo é utilizado com sucesso na Porsche GT3 Cup Brasil, um dos eventos de maior êxito do automobilismo brasileiro.

#### Histórico
Em competições deste porte, o 996 foi o primeiro 911 a usar o motor boxer com refrigeração à água. O conceito do carro incorpora a longa experiência da Porsche em produzir carros esporte mais acessíveis ao consumidor.
Em 2006, todos os carros da Porsche GT3 Cup foram substituídos pela série 997 do 911. No entanto, os 996 não deixaram de ser fabricados. Revisados, integraram novos campeonatos, como a Porsche Carrera Cup Escandinávia e a Porsche GT3 Cup no Brasil; Itália; Holanda; Austrália e Nova Zelândia. Também nas categorias GT nacionais e na Porsche Clubsport, o 911 GT3 (996) foi empregado em vários eventos.

#### Projeto
Conceito do Veículo
- Veículo monoposto, semelhante ao carro de rua adaptado de acordo com as normas dos campeonatos de fábrica da Porsche
- Baseado no 911 GT3

Carroçeria
- Chassi do 911
- Portas em fibra de carbono com janelas e novos retrovisores
- Tampa traseira em fibra de carbono com spolier ajustável
- Espaço interno ventilado através das janelas laterais
- Arcos de proteção de acordo com as normas da FIA, apêndice J, Art. 253.8
- Três pontos de entrada de ar; otimizado aerodinamicamente com spoliers dianteiro e traseiro
- Novo pára-choque traseiro em fibra de carbono (similar ao 911 GT3 RSR)
- Saias laterais otimizadas aerodinamicamente
- Banco concha para competição com proteção antichama
- Cinto de segurança de seis pontos com preparação para uso do HANS
- Volante retrátil
- Sistema de extintor para incêndio
- Tanque de combustível com capacidade para 89 litros

Peso do veículo
- Aproximadamente 1.150 kg

#### Motor
- Motor boxer de seis cilindros refrigerado à água
- 3.598 cm³
- Torque máximo: 390 Nm a 6.300 rpm
- Potência máxima: 390 cv a 7.300 rpm
- Limite de giros: 8.000 rpm
- Quatro válvulas por cilindro
- Lubrificação por cárter seco com reservatório de óleo externo
- Dois estágios de entrada de ar
- Gerenciamento eletrônico do motor MS 3.1
- Injeção de combustível multi-ponto
- Sistema de escape com conversor catalítico
- Escapamento com saída dupla no centro da traseira

#### Suspensão
- Eixo dianteiro com estrutura McPherson e ajuste de cambagem
- Amortecedores Sachs pressurizados a gás com ajuste de compressão
- Barra de rolagem dianteira, com cinco diferentes posições de ajuste
- Direção assistida
- Suspensão traseira multilink
- Molas duplas com set-up de competição para a 911 GT3 Cup
- Barra traseira ajustável em quatro posições
- Suspensão com ajustes variáveis continúos (altura, cambagem, curso)

Rodas/Pneus
Eixo dianteiro
- Rodas de liga-leve BBS de três aros (9J x 18), offset 46 e porca de travamento central
- Pneus de chuva Michelin (24/64-18)

Eixo traseiro
- Rodas de liga leve BBS de três aros (11J x 18), offset 59 with e porca de travamento central
- Pneus de chuva Michelin (27/68-18)

#### Sistema de freios
- Sistema de freios com vácuo
- ABS modificado para competições
- Discos de freio ventilados na dianteira e traseira
- Pinças de seis pistões na frente e disco com 350mm de diâmetro (pastilhas especiais para competições)
- Pinças de quatro pistões na traseira e disco com 330mm de diâmetro (pastilhas especiais para competição)

#### Transmissão
- Câmbio manual de seis marchas + ré
- Relação coroa/pinhão de 8/32

- 1a marcha: 13/41
- 2a marcha: 20/40
- 3a marcha: 25/39
- 4a marcha: 26/34
- 5a marcha: 32/35
- 6a marcha: 34/31

- Suprimento de água e óleo integrado ao sistema de arrefecimento do motor
- Lubrificação por óleo
- Embreagem com disco simples para corrida

### Porsche 911 GT3 Cup (997)

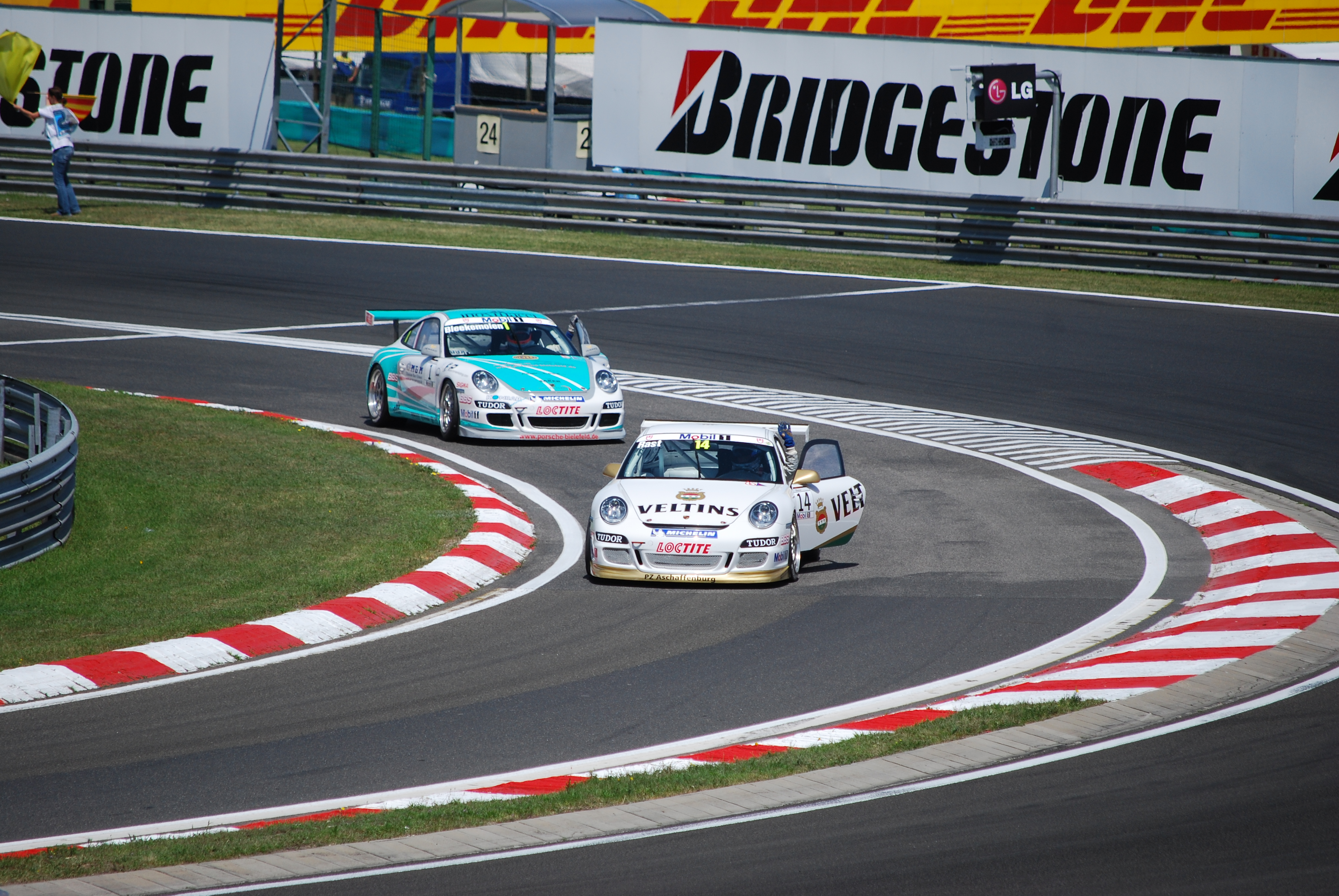
Porsche 997 GT3 Cup (2005 - 2009).

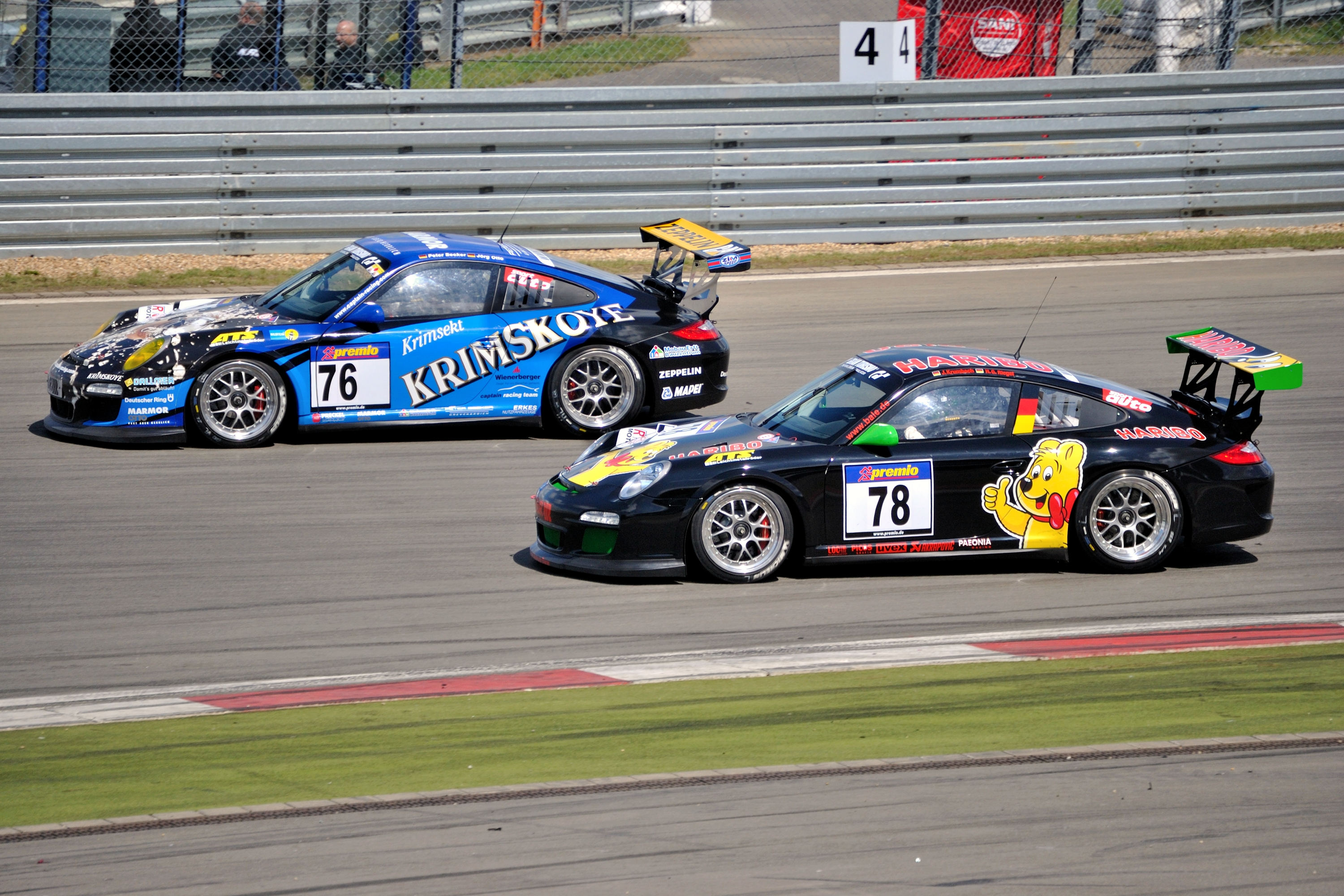
Porsche 997 GT3 Cup (2009 - 2012).

Veículo de corrida derivado do Porsche 911 GT3, um lugar, em acordo com o regulamento dos campeonatos monomarca da Porsche para 2008

#### Motor
Refrigerado a água, 6 cilindros boxer, 3.598 cm³, diâmetro x curso dos cilindros 99,98 x 76,4 mm, potência máxima 420 cv, torque máximo 420 Nm (42.8 kgfm) a 8.400 rpm, quatro válvulas por cilindro, lubrificação por cárter seco, duto central de admissão de ar, coletor de dois estágios, sistema de gerenciamento eletrônico do motor MS 3.1, injeção de combustível multiponto seqüencial, sistema de exaustão com desenho modular (com ou sem pré-abafador), conversor catalítico equipado com sonda lambda-probe, ponteira de escapamento central com duas saídas.
Combustível requerido: gasolina de 98 octanas, sem chumbo

#### Transmissão
Câmbio seqüencial de 6 marchas
Relações de marcha
1ª  12/38  i=3,167
2ª  15/32  i=2,133
3ª  18/31  i=1,722
4ª  20/28  i=1,400
5ª  23/26  i=1,130
6ª  29/27  i=0,931
Coroa e pinhão  8/32  i=4,000
- Lubrificação a óleo, por pressão
- Trocadores de calor óleo-água
- Volante do motor de massa simples
- Embreagem de três discos de metal sinterizado com 5,5 polegadas de diâmetro
- Distribuição do diferencial 40/60 por centro
- Tração traseira

#### Carroçeria
- Autoportante, feita em aço galvanizado
- Pára-choque e spoiler dianteiros com aerodinâmica otimizada
- Portas de fibra de carbono com espelhos retrovisores e molduras das janelas em plástico
- Capô traseiro em fibra de carbono com asa traseira ajustável
- Pára-choque traseiro em fibra de carbono
- Gaiola de segurança reforçada
- Banco de corrida (somente para o piloto) com forro antichama
- Cinto de segurança de seis pontos otimizado para uso de sistema de proteção HANS
- Volante removível com sistema de acoplamento rápido
- Sistema elétrico de combate a incêndio
- Tanque de combustível com capacidade para 90 litros
- Sistema de segurança da fixação da bateria

#### Suspensão
Eixo dianteiro
Tipo McPherson, amortecedores pressurizados a gás, molas helicoidais duplas (principal e auxiliar), braços de controle de duas peças para ajuste de cambagem, barra estabilizadora, amortecedor montado na parte superior com braçadeira dupla, sistema de direção com assistência eletro-hidráulica
Eixo traseiro
Multibraços com subchassi montado rigidamente, amortecedores pressurizados a gás, molas helicoidais duplas (principal e auxiliar), braços de controle de duas peças para ajuste de cambagem, eixo traseiro reforçado com bitola variável continuamente, barra estabilizadora, suspensão variável continuamente (altura, camber, bitola)

#### Sistema de freios
Sistema de freios com barras ajustáveis diagonalmente
Eixo dianteiro
Pinças de alumínio com 6 pistões em peça única, discos de freio ventilados internamente com 380 mm de diâmetro e pastilhas de corrida
Eixo traseiro
Pinças de alumínio com 4 pistões em peça única, discos de freio ventilados internamente com 350 mm e pastilhas de corrida

#### Rodas e Pneus
Eixo dianteiro
Rodas BBS de três peças com porca central e aro de alumínio (9J x 18), descentragem do aro 43, pneus 24/64-18
Eixo traseiro
Rodas BBS de três peças com porca central e aro de alumínio (11J x 18), descentragem do aro 30, pneus 27/68-18)

#### Sistema Elétrico
- Mostrador Motec com gravação de dados integrado
- Bateria 12 V, 50 Ah
- Alternador 90 Ah

#### Peso
Cerca de 1.150 kg

#### Cor
Branco Carrara

## Campeões

### Campeonato Sprint
| 2005 | Beto Posses                                                                                   | Não realizada                                                         |
| 2006 | Xandy Negrão                                                                                  | Não realizada                                                         |
| 2007 | Ricardo Baptista                                                                              | Não realizada                                                         |
| 2008 | Miguel Paludo                                                                                 | Não realizada                                                         |
| 2009 | Miguel Paludo                                                                                 | André Posses                                                          |
| 2010 | Ricardo Rosset                                                                                | André Posses                                                          |
| 2011 | Constantino Júnior                                                                            | Sylvio de Barros                                                      |
| 2012 | Ricardo Baptista                                                                              | Sylvio de Barros                                                      |
| 2013 | Cup: Ricardo Rosset Cup Master: Maurizio Billi                                                | Challenge: Daniel Schneider Challenge Light: Tom Filho                |
| 2014 | Cup: Constantino Júnior Cup Sport: Eduardo Azevedo Cup Master: Clemente Lunardi               | Challenge: Fábio Alves Challenge Sport: Raulino Kreis Jr.             |
| 2015 | Cup: Ricardo Rosset Cup Sport: Daniel Schneider Cup Master: Maurizio Billi                    | Challenge: João Paulo Mauro Challenge Sport: Daniel Corrêa            |
| 2016 | Cup: Lico Kaesemodel Cup Sport: Carlos Ambrósio Cup Master: Maurizio Billi                    | Challenge: Cristiano Piquet Challenge Sport: Eloi Khuri               |
| 2017 | Cup: Rodrigo Baptista Cup Sport: Marcel Visconde Cup Master: Maurizio Billi                   | Challenge: Marçal Muller Challenge Sport: Pedro Costa                 |
| 2018 | Carrera 4.0: Werner Neugebauer Carrera 3.8: Vitor Baptista Carrera 3.8 Sport: Fernando Fortes | GT3 4.0: Sylvio de Barros GT3 3.8: Francisco Horta                    |
| 2019 | Carrera 4.0: Marçal Müller Carrera 3.8: Enzo Elias                                            | GT3 4.0: Rodrigo Mello GT3 3.8: Fran Lara                             |
| 2020 | Carrera: Miguel Paludo Carrera Sport: Rodrigo Mello                                           | GT3: Nelson Marcondes GT3 Sport: Nelson Marcondes                     |
| 2021 | Carrera: Miguel Paludo Carrera Sport: Renan Pizii Carrera Trophy: Nelson Marcondes            | GT3: Lucas Salles GT3 Sport: Ricardo Fontanari GT3 Trophy: Edu Guedes |

### Endurance Challenge
| 2016 | Alan Hellmeister                                                                                             | Rodrigo Mello Tom Filho |
| 2017 | Miguel Paludo                                                                                                | Alan Hellmeister Luca Seripieri                                                                                              |
| 2018 | 4.0: Lico Kaesemodel Ricardo Zonta 4.0 Sport: Luca Seripieri                                                 | 3.8: Francisco Horta William Freire 3.8 Sport: Maurizio Billi Marco Billi                                                    |
| 2019 | Carrera 4.0: Alan Hellmeister Luca Seripieri Carrera 3.8: Leonardo Sanchez Átila Abreu                       | GT3 4.0: Alan Hellmeister Luca Seripieri GT3 3.8: Leonardo Sanchez Átila Abreu GT3 3.8 Sport: César Urnhani Nelson Marcondes |
| 2020 | Carrera: Alceu Feldmann Carrera Sport: Nelson Piquet Jr.                                                     | GT3: Francisco Horta William Freire GT3 Sport: Leonardo Sanchez Átila Abreu GT3 Trophy: Nelson Marcondes Nelson Monteiro     |
| 2021 | Carrera: Enzo Elias Jeff Giassi Carrera Sport: Enzo Elias Jeff Giassi Carrera Trophy: Enzo Elias Jeff Giassi | GT3: Nelson Monteiro Alan Hellmeister GT3 Sport: Lineu Pires Beto Gresse GT3 Trophy: Paulo Totaro                            |

### Overall
| 2016 | Miguel Paludo     | Eloi Khouri     |
| 2017 | Miguel Paludo     | Tom Filho       |
| 2018 | Lico Kaesemodel   | Francisco Horta |
| 2019 | Werner Neugebauer | Francisco Horta |
| 2020 | Pedro Aguiar      | Zeca Feffer     |
| 2021 | Enzo Elias        | Nelson Monteiro |